# Otis Worldwide
Otis Worldwide Corporation — одна из старейших и крупнейших компаний-производителей подъёмного оборудования (эскалаторы, лифты и движущиеся дорожки). Основана в 1853 году в Нью-Йорке Элишей Отисом.
Подъёмное оборудование Otis установлено во многих высотных сооружениях, включая Эйфелеву башню, Эмпайр-стейт-билдинг, Башни Петронас, Си-Эн Тауэр. По состоянию на 2009 год, лифты и эскалаторы Otis являлись самыми распространёнными подъёмниками в мире. В числе крупнейших компаний США по размеру выручки в 2022 году (список Fortune 500) Otis Worldwide заняла 254-е место. В списке крупнейших публичных компаний мира Forbes Global 2000 за 2022 год Otis Worldwide заняла 815-е место.

## История
В 1852 году Элиша Отис (Elisha Graves Otis) изобрёл систему блокировки лифта в случае обрыва троса, а 20 сентября 1853 года открыл фабрику по производству грузовых лифтов с такой системой. В 1857 году начался выпуск пассажирских лифтов. В 1861 году Элиша умер, его дело продолжили сыновья Чарльз и Нортон, их компания была названа Otis Brothers & Co. К 1872 году ими было выпущено более 2 тыс. лифтов на паровой тяге. В 1878 году компания начала выпуск лифтов с гидравлическим приводом, который был быстрее и экономней парового. В 1889 году был внедрён лифт с электроприводом, а на Парижской выставке 1900 года компанией был представлен первый в мире эскалатор (это название оставалась торговой маркой компании до 1950 года).
Otis Elevator Company была создана в 1898 году слиянием Otis Brothers & Co. с 14 другими производителями лифтов, а с 1902 года компания начала расширять деятельность за рубеж, к 1924 году у неё были филиалы в Канаде, Германии, Италии и Бельгии. Из инноваций компании в этот период были система самовыравнивания, которая останавливала лифт на уровне пола (1915 год), лифт с кнопочным управлением (1924 год), самый быстрый лифт (Эмпайр Стейт билдинг, 1931 год, 370 метров в минуту), двухэтажный лифт (1932 год). В годы Второй мировой войны компания производила комплектующие к военной техники, и после её окончания оборонные заказы приносили более 20 % выручки Otis Elevator.
В 1950-е годы компания начала терять позиции на рынке лифтов, её доля сократилась до 40 %. Было сделано несколько приобретений в смежных отраслях — производители кранов, вилочных грузоподъёмников, автомобилей для гольфа и других. В 1970-х годах началось производство траволаторов (движущихся дорожек), которые нашли широкое применение в аэропортах. К 1973 году продажи Otis Elevator достигли 800 млн долларов, а в следующем году превысили миллиард, зарубежные предприятия имелись в 17 странах и приносили более половины выручки. В 1975 году специальные лифты со стеклянными стенками были установлены в телебашне Торонто, самом высоком сооружении в мире. В 1976 году компания официально признала многочисленные случаи дачи взяток чиновникам в различных странах для получения выгодных заказов.
В 1975 году Otis была куплена за 276 млн долларов промышленной группой United Technologies, которая желала сократить свою зависимость от военных заказов. Otis продолжила развитие в качестве дочерней структуры, в 1986 году продажи превысили 2 млрд долларов, в 1989 году — 3 млрд, а в 1990 году — 4 млрд. В 1984 году было создано первое совместное предприятие в КНР, через десять лет оно управляло тремя заводами в Китае. В начале 1990-х годов были созданы совместные предприятия в России и на Украине по производству и обслуживанию лифтов и эскалаторов. В 1993 году был открыт завод в Малайзии, а в следующем году создано представительство во Вьетнаме.
В 2007 году 5 производителей лифтов, включая Otis, были оштрафованы на 1,3 млрд долларов за создание картельного сговора.
В апреле 2020 года компания была выделена из United Technologies в самостоятельную компанию под названием Otis Worldwide Corporation.

## Деятельность
Деятельность компании включает два подразделения, новое оборудование и обслуживание, приносящие 45 % и 55 % выручки соответственно; компания обслуживает более 2,1 млн единиц оборудования (в том числе других производителей).
Ключевыми рынками для компании являются США и Китай; в Китае Otis работает через два совместных предприятия, созданных в конце 1990-х годов: Otis Elevator (China) Investment Company Limited и Otis Electric Elevator Company Limited. В Испании компания работает через Zardoya Otis S.A. Также имелись совместные предприятия в России (до 2022 года), Малайзии, Италии и некоторых странах Ближнего Востока.

## В России
В январе 2011 года компания на торгах купила 100 % акций Петербургской компании ОАО «РСУ № 3», которая входит в тройку крупнейших компаний Санкт-Петербурга по обслуживанию лифтового оборудования. По состоянию на 2021 год оборот российского филиала составлял 16 млрд рублей, по количеству установленных лифтов он уступал только Щербинскому лифтостроительному заводу. В июле 2022 года компания по производству лифтов Otis продала свой бизнес в России холдингу Армена Саркисяна S8 Capital, производство лифтов было возобновлено в конце 2022 года под названием «Метеор лифт».